# 1686 en musique classique
| \| • Retour à la chronologie générale de la musique classique • \| |
| Grèce • Rome • Haut Moyen Âge • VIIIe siècle • IXe siècle • Xe siècle • XIe siècle XIIe siècle • XIIIe siècle • XIVe siècle • XVe siècle • XVIe siècle • XVIIe siècle XVIIIe siècle • XIXe siècle • XXe siècle • XXIe siècle |
| • Retour à la chronologie générale de la musique classique • |

| Années en musique classique : 1683 - 1684 - 1685 - 1686 - 1687 - 1688 - 1689    |
| Décennies en musique classique : 1650 - 1660 - 1670 - 1680 - 1690 - 1700 - 1710 |

## Événements
- 15 février : première représentation d'Armide, tragédie en musique de Jean-Baptiste Lully sur un livret de Quinault.
- 6 septembre : première représentation d'Acis et Galatée, pastorale héroïque de Jean-Baptiste Lully sur un livret de Campistron.
- Bacchus, Ceres en Venus, création du premier opéra néerlandais, de Johannes Schenck sur un livret de Bidloo.

## Œuvres
- Chelys de Carolus Hacquart
- Motets pour la Chapelle du roi de Henry Du Mont, Jean-Baptiste Lully et Pierre Robert.
- Harmonia parnassia de Carolus Hacquart.
- Premier livre de pièces à une et à deux violes, série de neuf suites pour viole de gambe de Marin Marais.

## Naissances

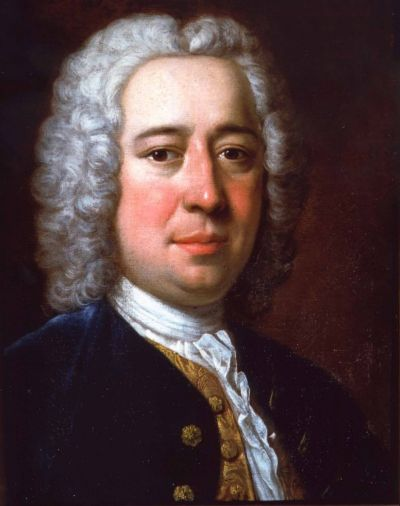
Nicola Porpora.

- 24 juillet : Benedetto Giacomo Marcello, compositeur italien († 25 juillet 1739).
- 10 août : Nicola Porpora, compositeur italien († 3 mars 1768).
- 15 décembre : Jean-Joseph Fiocco, musicien, organiste et compositeur bruxellois († 30 mars 1746).
- 25 décembre : Giovanni Battista Somis, violoniste et compositeur italien († 14 août 1763).

## Décès
- 23 juillet : Augustin Pfleger, compositeur allemand (° 1635).
- 6 août : Paul Hainlein, compositeur et facteur d'instruments allemand (° 12 avril 1626).